# Phecda
Phecda (von arabisch فخذ, DMG faḫḏ ‚Oberschenkel‘) ist der Eigenname des Sterns Gamma Ursae Maioris (γ UMa) im Sternbild Großer Bär. Er ist der untere linke Kastenstern des Großen Wagens. Phecda hat eine Gesamthelligkeit von 2,4 mag und ist etwa 83 Lichtjahre entfernt.
Phecda ist ein weißer Hauptreihenstern mit 3-facher Masse und 65-facher Leuchtkraft der Sonne, seine Oberflächentemperatur liegt bei etwa 9500 K. Für ihn wurde eine projizierte äquatoriale Rotationsgeschwindigkeit v∙sin i von 170 km/s gemessen. Durch seine rasche Rotation ist er geschätzt um etwa 6 % abgeplattet.
Mit vier anderen der sieben hellen Wagensterne gehört Phecda zur sogenannten Bärengruppe, einem Bewegungshaufen von über einhundert über den halben Himmel verteilten Sternen. Unsere Sonne liegt im Bereich dieser Gruppe, bewegt sich aber in eine andere Richtung.
Der Stern bewegt sich für Beobachter auf der Erde mit einer schnellen Eigenbewegung von etwa 108 Millibogensekunden/Jahr über den Himmel. Bei seiner Entfernung entspricht dies einer Geschwindigkeit von etwa 13 km/s, während er sich zusätzlich mit einer Geschwindigkeit von 12 km/s auf uns zu bewegt. Im Raum bewegt sich der Stern demnach mit einer Geschwindigkeit von etwa 18 km/s relativ zu unserer Sonne.
Von der Erde aus gesehen befindet sich das Messier-Objekt M 109, eine Spiralgalaxie, in unmittelbarer Nähe des Sterns. Sie ist aber mit etwa 10 mag zu lichtschwach, um mit bloßem Auge gesehen zu werden.
Für Phecda finden sich gelegentlich auch die anderen Schreibweisen Phekda, Phegda, Phekha, Pachd, Phacd oder Phad. Nach dem „IAU Catalog of Star Names“ der Working Group on Star Names (WGSN) der IAU zur Standardisierung von Sternnamen wurde im Jahr 2016 dem Stern γ Ursae Maioris offiziell der Name „Phecda“ (in dieser Schreibweise) zugewiesen.

## Wissenschaftliche Auswertung
In einer Untersuchung von 2011 konnte gezeigt werden, dass der mit einer projizierten Distanz von 8,2 Lichtjahren relativ weit entfernt stehende Stern NO Ursae Maioris (andere Bezeichnungen: HIP 61100, GJ 1160, WDS 12313+5507AB) mit der Spektralklasse K2 V mit hoher Wahrscheinlichkeit ein physisches Paar mit Phecda bildet. NO Ursae Maioris hat eine Helligkeit von 8,2 mag und ist ein Veränderlicher vom Typ RS Canum Venaticorum. Er ist selbst ein enger Doppelstern, dessen zweite Komponente eine Helligkeit von 10,6 mag besitzt.